# High Earners Not Rich Yet
HENRY è l'acronimo di High Earners Not Rich Yet, termine in lingua inglese che definisce le persone con redditi elevati (di solito compresi tra 100000 $ e 500000 $ all'anno), ma che non hanno risparmiato o investito abbastanza per essere considerati ricchi. I HENRY infatti tendono a spendere la maggior parte dei loro redditi e dipendono quindi dal loro stipendio ogni mese. Inoltre, hanno la tendenza ad aumentare le loro spese man mano che aumentano i loro redditi, il che non permette loro di costruire un proprio patrimonio, a differenza dei frugalisti e del movimento FIRE, che cercano invece di ridurre volontariamente il loro tenore di vita per accumulare un capitale che consenta loro di raggiungere l'indipendenza finanziaria.

## Origine e profilo sociologico
Questi individui, giovani con redditi elevati, si trovano in una posizione finanziaria confortevole senza essere ancora veramente ultra-ricchi. Il termine è stato utilizzato per la prima volta dalla rivista americana Fortune nel 2008, facendo riferimento a manager con redditi annuali compresi tra 100 000 e 250 000 dollari. Si assiste sia in Europa che negli Stati Uniti, e anche in Cina e nei paesi asiatici, all'emergere di questa nuova classe di acquirenti, che diventa un cliente privilegiato, specialmente nel settore del lusso.
I "henrys" provengono dalla classe media, ma hanno un reddito disponibile più elevato. Sono quattro o dieci volte più numerosi dei clienti molto ricchi dei rispettivi paesi e costituiscono una coorte socio-demografica in espansione secondo Bain & Company. Sono acquirenti ad alto potenziale, con un'età compresa tra i 25 e i 35 anni, con una crescente percentuale di uomini · .